# رود گومیستا
رود گومیستا (گرجی: გუმისთა) یک رودخانه در ناحیه آبخاز کشور گرجستان است.